# Alpha Lansana
Alpha Lansana (ur. 14 października 1980 w Kenemie) – sierraleoński piłkarz grający na pozycji obrońcy. W swojej karierze rozegrał 10 meczów w reprezentacji Sierra Leone.

## Kariera klubowa
Swoją karierę piłkarską Lansana rozpoczął w klubie Mighty Blackpool FC. W sezonie 1997 zadebiutował w jego barwach w pierwszej lidze sierraleońskiej. W sezonach 1998, 2000 i 2001 wywalczył trzy tytuły mistrza kraju. W 2005 odszedł do Ports Authority FC, w którym grał do 2010 roku. W sezonie 2007/2008 został z nim mistrzem Sierra Leone. W latach 2011–2012 ponownie grał w Mighty Blackpool FC, a w 2013 roku - w Kamboi Eagles FC, w którym zakończył karierę.

## Kariera reprezentacyjna
W reprezentacji Sierra Leone Lansana zadebiutował 17 sierpnia 1997 w wygranym 2:0 meczu eliminacji do MŚ 1998 z Ghaną, rozegranym w Obuasi. Od 1997 do 2012 wystąpił w kadrze narodowej 10 razy.